# Hambye
Hambye – miejscowość i gmina we Francji, w regionie Normandia, w departamencie Manche.
Według danych na rok 1990 gminę zamieszkiwało 1218 osób, a gęstość zaludnienia wynosiła 41 osób/km² (wśród 1815 gmin Dolnej Normandii Hambye plasuje się na 189. miejscu pod względem liczby ludności, natomiast pod względem powierzchni na miejscu 37.).